# Adagio in Sol minore
L'Adagio in Sol minore per archi e organo su due spunti tematici e su un basso numerato di Tomaso Albinoni (Mi 26), conosciuto come Adagio di Albinoni, è una composizione del musicologo Remo Giazotto pubblicata nel 1958 dalla Ricordi.

## Storia
Giazotto dichiarò di aver "ricostruito" il presunto Adagio sulla base di una serie di frammenti di Tomaso Albinoni che sarebbero stati ritrovati tra le macerie della  Sächsische Landesbibliothek (Biblioteca statale della Sassonia) di Dresda in seguito al bombardamento della città avvenuto durante la seconda guerra mondiale. I frammenti sarebbero stati parte di un movimento lento di sonata (o di concerto) in sol minore per archi e organo, di cui mai si sono avute certezze concrete.
In verità, a partire dal 1998, anno della morte di Remo Giazotto, l'Adagio è ritenuto un lavoro interamente originale di Giazotto, giacché nessun frammento di notazione è stato trovato in possesso della Sächsische Landesbibliothek. L'opera è stata catalogata dal musicologo Michael Talbot, massimo studioso di Tomaso Albinoni, come Mi 26 e inserita tra le composizioni non autentiche. La famosa melodia con due scale discendenti ed accompagnamento di un accordo diminuito, si può trovare in due noti brani del s. XVIII: "La De Drummond", dal Quatrième Livre de pieces de clavecin (1768) di Duphly, e l'aria "Es ist vollbracht" per viola da gamba e continuo, dalla Passione secondo Giovanni di J. S. Bach.

## Interpretazioni
Il brano è strumentato per archi con l'aggiunta dell'organo; volendo, è possibile anche eseguirlo per soli archi, ma la sua notorietà ha raggiunto un livello tale che sono frequenti le trascrizioni per molti altri strumenti.
Il compositore e noto direttore d'orchestra Ino Savini ha strumentato l'Adagio per grande orchestra, dirigendo egli stesso le esecuzioni. Esiste una registrazione da lui diretta con la Janacek Philharmonic di Ostrava nel 1967 (CD "Ino Savini Live Collection" ISC-029)
Nel 1967 fu il gruppo pop degli italiani The Green Sound dei fratelli  Enzio, chitarrista, ed Enrico Lucchini, batterista ed insegnante di batteria, a inciderla per la MEAZZI, dando al disco L.P. a 33 giri (MLX04049), il titolo Adagio di Albinoni e rendendola popolare anche tramite il 45 giri nella versione per Jukebox (M01312). 
Nel 1972 è pubblicato l'album Adagio della Berliner Philharmoniker, diretta da Herbert von Karajan, che contiene l'adagio di Albinoni (Deutsche Grammophon, 3300 317).
La composizione ha avuto un notevole successo anche grazie ai numerosi utilizzi e reinterpretazioni: è il tema conduttore de Il processo di Orson Welles (1962); è parte ad esempio della colonna sonora del film Gli anni spezzati di Peter Weir (1981), incentrato sulla famosa battaglia di Gallipoli combattuta nella prima guerra mondiale, di quella del film di fantascienza Rollerball (1975), e di quella di Manchester by the Sea di Kenneth Lonergan (2016). È stata inoltre usata come sottofondo musicale in numerosissimi programmi televisivi e spot pubblicitari, per esempio nella popolare sitcom britannica Butterflies e nell'episodio Il dominio del drago (Dragon's Domain) della serie di fantascienza Spazio 1999 (1975). Anche Pier Paolo Pasolini lo ha utilizzato nel suo Il Vangelo secondo Matteo.
Un esempio di riproposta del brano è la registrazione dell'Adagio da parte del chitarrista Dominic Miller, musicista di origini argentine conosciuto per i suoi tour con Sting. Nella seconda metà degli anni '60, il cantautore austriaco Udo Jürgens ha ripreso l'Adagio in una versione cantata molto interessante. Anche i Doors hanno reinterpretato questa composizione, più esattamente nel 1978 all'interno dell'album An American Prayer, con i brani A Feast of Friends e Ghost Song. Essi inoltre hanno usato l'Adagio come base musicale per la poesia The Severed Garden, recitata nella scena finale del film The Doors di Oliver Stone, basato sulla storia del gruppo e del suo frontman, il poeta e cantante Jim Morrison. Il gruppo rock progressive Renaissance ne ha inserito una versione intitolata Cold is being nell'album del 1974 Turn of the Cards.
Durante gli anni ottanta il chitarrista svedese Yngwie J. Malmsteen ha ripreso l'Adagio nel brano Icarus' Dream Suite Op. 4, inserito nel suo primo album solista Rising Force, usandolo successivamente durante le esibizioni live come intro per Far Beyond the Sun, quale si può ascoltare nell'album Trial by Fire - Live in Leningrad.
Nel 1985 il chitarrista Nicolas De Angelis incide l'Adagio per l'album Grand concert (Delphine – 826 159-1), pubblicato in Francia, Turchia e Taiwan.
Nel 1988 il violinista Pavel Bogacz con l'orchestra Cappella Istropolitana, diretta da Richard Edlinger, eseguono il brano intitolandolo Giazotto - Adagio in G Minor inserito nell'album The best of baroque music (Naxos – 8.550014), pubblicato in Germania e Slovacchia.
Nel 1999 Lara Fabian, basandosi su questa composizione, ha scritto la canzone Adagio in lingua italiana e inglese. Questa rivisitazione del brano è molto popolare ed è stata eseguita dal vivo da cantanti di varie nazionalità con notevoli doti vocali.
Il brano fu utilizzato nel 1984 ai funerali di Enrico Berlinguer per la commemorazione in Piazza San Giovanni a Roma e per quelli di Margaret Thatcher nel 2013.
Una trascrizione per chitarra composta da Daniel J. White è utilizzata nella seconda scena della versione italiana di La comtesse noire di Jess Franco.
Nel 2006 la composizione fu eseguita da un quartetto d'archi, come introduzione in un concerto del gruppo rock progressivo inglese Anathema; l'intero concerto fu in seguito pubblicato su DVD e CD con il titolo A moment in time.
L'Adagio è riprodotto durante il primo e l'ultimo episodio della seconda stagione di American Crime Story, intitolata L'assassinio di Gianni Versace.
Il pianista Dino Siani esegue l'Adagio di Albinoni per l'album Ridateci i sogni.